# Chiesa di Santa Lucia (Serravalle di Chienti)
La chiesa di Santa Lucia è la parrocchiale di Serravalle di Chienti, in provincia di Macerata e arcidiocesi di Camerino-San Severino Marche; fa parte della vicaria di Pieve Torina.

## Storia
Probabilmente l'originaria cappella serravallese sorse nel XII secolo, sebbene la primitiva cappella affrescata sia stata realizzata nel Duecento.
Nel Cinquecento la chiesa venne abbellita dagli affreschi eseguiti dai fratelli Simone e Giovanni Francesco de Magistris, mentre nel secolo successivo furono realizzate alcune altre tele.
L'edificio venne interessato da un intervento di restauro e di rimaneggiamento nell'Ottocento.
La parrocchiale riportò diversi danni durante l'evento sismico del 1997 e dovette pertanto essere ripristinato nel 2000; in quest'occasione si provvide, inoltre, ad adeguarla alle norme postconciliari, con l'aggiunta dell'altare rivolto verso l'assemblea.
A causa della sequenza sismica del 2016-17 la chiesa venne lesionata nuovamente.

## Descrizione

### Esterno
La facciata a capanna della chiesa, rivolta a ponente, presenta in basso un rivestimento in pietra, mentre sopra è caratterizzata da laterizi, inquadrati in una cornice anch'essa in pietra; al centro si apre il portale d'ingresso, sormontato dal rosone, mentre a coronamento del prospetto v'è il timpano di forma triangolare.
Annesso alla parrocchiale è il campanile a base quadrata, costruito nel Cinquecento; la cella presenta su ogni lato un'apertura a tutto sesto ed è coperta dal tetto a padiglione in coppi.

### Interno
L'interno dell'edificio si compone di un'unica navata, le cui pareti sono scandite da lesene, sopra le quali si imposta la volta a botte in camorcanna, suddivisa in quattro campate, di cui più lunghe e due più corte; alle pareti laterali sono altari lignei intagliati recanti tele cinque-seicentesche. In controfacciata vi è la cantoria, sulla quale è alloggiato l'organo settecentesco, di costruttore ignoto. Al termine della navata si sviluppa il presbiterio, rialzato di un gradino, introdotto dall'arco santo a sesto ribassato e chiuso dall'abside intradossata di forma circolare, sulla cui parete si aprono due porte che conducono alla cappella feriale.
Dietro l'abside, in posizione ortogonale ad essa, si trova la cappella feriale, aggiunta all'edificio originario del XII secolo nel Quattrocento e in seguito funzionante quale oratorio autonomo. L'ambiente, composto di due campate con copertura a volta, si presenta ornato da affreschi: nelle strombature dell'arco di accesso sono dipinti murali venuti alla luce in occasione dei restauri della fine degli anni ottanta del secolo scorso, attribuibili a Giovanni Angelo D'Antonio, recanti la data 1465 e raffiguranti la Madonna col Bambino, San Benedetto, San Bernardino da Siena. Nella parete di fronte all'ingresso è invece un affresco con la Madonna in trono col Bambino e i Santi Rocco, Lucia, Giovanni Battista e Sebastiano di un artista forse umbro dei primi anni del XVI secolo. Più tardi, forse tra 1562 e 1565 circa, l'ambiente fu decorato anche da affreschi dei fratelli Simone e Giovanni Francesco de Magistris, in cui si notano elementi formali romani, specialmente raffaelleschi. Nella parete di fondo, in una nicchia, è rappresentata in qualità di pala d'altare la Crocifissione, firmata e datata 156...? (l'ultima cifra non è leggibile ma è probabilmente 1565), da ascriversi a Simone, per l'ampiezza compositiva, la sicurezza della costruzione prospettica e per la gamma cromatica, alternante toni accesi e luminosi e cromie scure. Nella vela soprastante la Crocifissione è invece l'Eterno in gloria e nelle altre vele, entro medaglioni, l'Ultima Cena, la Resurrezione e l'Ascensione, attribuibili, per la inferiore qualità, alla mano del meno dotato fratello.